# Jürgen Geisen
Jürgen Geisen (* 8. Juli 1937) ist ein ehemaliger deutscher Fußballspieler.

## Karriere

### Seine Oberligajahre (1956–1963)
Zur Saison 1956/57 rückte der damals 19 Jahre alte Stürmer in den Kader des Oberligisten Meidericher SV auf. Im zu dieser Zeit noch regional begrenzten Ligensystem stellte die Oberliga West die höchste Spielklasse dar. Schon in seinem ersten Jahr konnte er einige Male Spielpraxis sammeln und war in zwölf Partien sieben Mal als Torschütze erfolgreich. In der nachfolgenden Spielzeit kam er fast gar nicht zum Einsatz, konnte sich 1958/59 jedoch erneut etablieren und stand regelmäßig auf dem Platz; sechs Treffer konnte er dabei für Meiderich erzielen. Dem folgte direkt im Anschluss eine weitere Saison, in der er fast nie aufgeboten wurde. An deren Ende wechselte er im Sommer 1960 gemeinsam mit seinem Teamkollegen Heinz Bohnes zu Eintracht Braunschweig in die Oberliga Nord. Für den MSV war er auf 38 Oberligapartien mit 15 Toren gekommen.
In Braunschweig verbrachte er ein Jahr, in dem er auf 13 Oberligaspiele mit einem Treffer kam, bevor er sich 1961 zu einer Rückkehr ins Ruhrgebiet entschied und bei Schwarz-Weiß Essen eingestellt wurde. Mit diesem glückte ihm ein Jahr darauf der Aufstieg aus der II. Division in die Oberliga West.

### Weitere Spielerlaufbahn (nach 1963)
Mit der Gründung der Bundesliga wurden 1963 die Oberligen aufgelöst und als Unterbau zur neuen ersten Liga die Regionalligen geschaffen. Geisen kehrte den Essenern im selben Jahr den Rücken und wechselte zum saarländischen Klub Sportfreunde 05 Saarbrücken. Mit diesen trat er fortan in der neuen Regionalliga an und konnte dabei zeitweise einen Stammplatz einnehmen. Er absolvierte 40 Partien mit sieben Toren, bevor der Verein die Mannschaft 1965 aus der zweithöchsten Spielklasse zurückzog. In der Spielzeit 1966/67 trat er mit Germania Metternich ein weiteres Mal in dieser Liga an, doch waren er und seine Mitspieler sportlich klar unterlegen und stiegen ohne einen einzigen Saisonsieg ab.